# Glommen (Falkenberg)
Glommen è un'area urbana della Svezia situata nel comune di Falkenberg, contea di Halland.
La popolazione rilevata nel censimento 2010 era di 761 abitanti .